# Sarushima
Sarushima (猿島, Saru-shima?,  lit. «isla de los monos») es una pequeña isla localizada frente a Yokosuka, Kanagawa en Japón. Es la única isla natural en la bahía de Tokio. La isla fue utilizada como batería por el shogunato Tokugawa durante el período Edo, y después de la restauración Meiji en 1868, se desarrolló como parte del distrito naval de Yokosuka. Matthew C. Perry nombró la isla Perry Island en 1853.

## Parque Sarushima
Sarushima está deshabitada en la actualidad, y después de la Segunda Guerra Mundial, se desarrolló como parque marino. Se construyeron instalaciones para nadar y acampar en la isla, lo que la convierte en un lugar de pesca popular. La parte más alta de la isla todavía está rodeada por un muro de piedra del período anterior a la guerra, y presenta los restos de cuarteles de ladrillo rojo y un almacén de pólvora. Se puede acceder a la isla en ferry.